# Liste des titres musicaux numéro un aux États-Unis en 1969

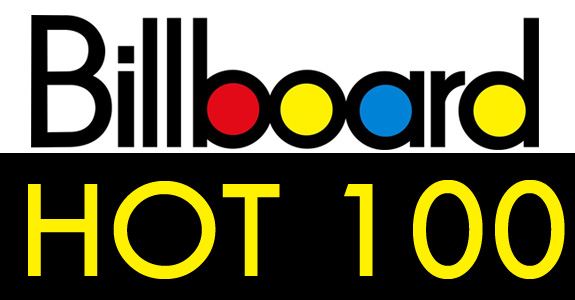
Logo du Billboard Hot 100

Voici la liste les titres musicaux ayant eu le plus de succès au cours de l'année 1969 aux États-Unis d'après le magazine Billboard.

## Historique
| Date         | Artiste(s)                    | Titre                                             | Référence |
| ------------ | ----------------------------- | ------------------------------------------------- | --------- |
| 4 janvier    | Marvin Gaye                   | I Heard It Through the Grapevine                  |           |
| 11 janvier   | Marvin Gaye                   | I Heard It Through the Grapevine                  |           |
| 18 janvier   | Marvin Gaye                   | I Heard It Through the Grapevine                  |           |
| 25 janvier   | Marvin Gaye                   | I Heard It Through the Grapevine                  |           |
| 1er février  | Tommy James and the Shondells | Crimson and Clover                                |           |
| 8 février    | Tommy James and the Shondells | Crimson and Clover                                |           |
| 15 février   | Sly & The Family Stone        | Everyday People                                   |           |
| 22 février   | Sly & The Family Stone        | Everyday People                                   |           |
| 1er mars     | Sly & The Family Stone        | Everyday People                                   |           |
| 8 mars       | Sly & The Family Stone        | Everyday People                                   |           |
| 15 mars      | Tommy Roe                     | Dizzy                                             |           |
| 22 mars      | Tommy Roe                     | Dizzy                                             |           |
| 29 mars      | Tommy Roe                     | Dizzy                                             |           |
| 5 avril      | Tommy Roe                     | Dizzy                                             |           |
| 12 avril     | The 5th Dimension             | Aquarius/Let the Sunshine In (The Flesh Failures) |           |
| 19 avril     | The 5th Dimension             | Aquarius/Let the Sunshine In (The Flesh Failures) |           |
| 26 avril     | The 5th Dimension             | Aquarius/Let the Sunshine In (The Flesh Failures) |           |
| 3 mai        | The 5th Dimension             | Aquarius/Let the Sunshine In (The Flesh Failures) |           |
| 10 mai       | The 5th Dimension             | Aquarius/Let the Sunshine In (The Flesh Failures) |           |
| 17 mai       | The 5th Dimension             | Aquarius/Let the Sunshine In (The Flesh Failures) |           |
| 24 mai       | The Beatles et Billy Preston  | Get Back                                          |           |
| 31 mai       | The Beatles et Billy Preston  | Get Back                                          |           |
| 7 juin       | The Beatles et Billy Preston  | Get Back                                          |           |
| 14 juin      | The Beatles et Billy Preston  | Get Back                                          |           |
| 21 juin      | The Beatles et Billy Preston  | Get Back                                          |           |
| 28 juin      | Henry Mancini                 | Love Theme From Romeo and Juliet                  |           |
| 5 juillet    | Henry Mancini                 | Love Theme From Romeo and Juliet                  |           |
| 12 juillet   | Zager and Evans               | In the Year 2525 (Exordium and Terminus)          |           |
| 19 juillet   | Zager and Evans               | In the Year 2525 (Exordium and Terminus)          |           |
| 26 juillet   | Zager and Evans               | In the Year 2525 (Exordium and Terminus)          |           |
| 2 août       | Zager and Evans               | In the Year 2525 (Exordium and Terminus)          |           |
| 9 août       | Zager and Evans               | In the Year 2525 (Exordium and Terminus)          |           |
| 16 août      | Zager and Evans               | In the Year 2525 (Exordium and Terminus)          |           |
| 23 août      | The Rolling Stones            | Honky Tonk Women                                  |           |
| 30 août      | The Rolling Stones            | Honky Tonk Women                                  |           |
| 6 septembre  | The Rolling Stones            | Honky Tonk Women                                  |           |
| 13 septembre | The Rolling Stones            | Honky Tonk Women                                  |           |
| 20 septembre | The Archies                   | Sugar, Sugar                                      |           |
| 27 septembre | The Archies                   | Sugar, Sugar                                      |           |
| 4 octobre    | The Archies                   | Sugar, Sugar                                      |           |
| 11 octobre   | The Archies                   | Sugar, Sugar                                      |           |
| 18 octobre   | The Temptations               | I Can't Get Next to You                           |           |
| 25 octobre   | The Temptations               | I Can't Get Next to You                           |           |
| 1er novembre | Elvis Presley                 | Suspicious Minds                                  |           |
| 8 novembre   | The 5th Dimension             | Wedding Bell Blues                                |           |
| 15 novembre  | The 5th Dimension             | Wedding Bell Blues                                |           |
| 22 novembre  | The 5th Dimension             | Wedding Bell Blues                                |           |
| 29 novembre  | The Beatles                   | Come Together/Something                           |           |
| 6 décembre   | Steam                         | Na Na Hey Hey Kiss Him Goodbye                    |           |
| 13 décembre  | Steam                         | Na Na Hey Hey Kiss Him Goodbye                    |           |
| 20 décembre  | Peter, Paul and Mary          | Leaving on a Jet Plane                            |           |
| 27 décembre  | Diana Ross and the Supremes   | Someday We'll Be Together                         |           |